# Kompakt
Kompakt Records — немецкий звукозаписывающий лейбл, один из наиболее известных на техно-сцене. Также это известный дистрибьютор электронной музыки (как на виниловых носителях, так и на CD).
Kompakt был основан в 1998 году на базе уже существовавших до этого лейблов Profan и Auftrieb.
Владельцами Kompakt Records являются Вольфганг Фойгт (Wolfgang Voigt), Михаэль Майер (Michael Mayer) и Юрген Паапе (Jürgen Paape).
На лейбле были основаны несколько саблейблов (Kompakt Extra, Kompakt Pop, Immer, K2 и т. д.).
С лейблом сотрудничают такие музыканты как Superpitcher, Justus Köhncke, GusGus, Tobias Thomas, The Modernist, DJ Koze и многие другие.

## Дискография

### Total
- Total 1 (1999)
- Total 2 (2000)
- Total 3 (2001)
- Total 4 (2002)
- Total 5 (2003)
- Total 6 (2005)
- Total 7 (2006)
- Total 8 (2007)
- Total 9 (2008)
- Total 10 (2009)
- Total 11 (2010)
- Total 12 (2011)
- Total 14 (2014)
- Total 15 (2015)
- Total 16 (2016)
- Total 17 (2017)
- Total 18 (2018)
- Total 19 (2019)
- Total 20 (2020)

### Pop Ambient
- Pop Ambient 2001
- Pop Ambient 2002
- Pop Ambient 2003
- Pop Ambient 2004
- Pop Ambient 2005
- Pop Ambient 2006
- Pop Ambient 2007
- Pop Ambient 2008
- Pop Ambient 2009
- Pop Ambient 2010
- Pop Ambient 2011